# Campeonato Europeo Sub-18 1992
El Campeonato Europeo Sub-18 1992 se llevó a cabo en Alemania del 20 al 25 de julio y contó con la participación de 8 selecciones juveniles de Europa provenientes de una fase eliminatoria.
Turquía venció en la final a Portugal para conseguir su primer título del torneo.

## Participantes
| - Alemania (anfitrión) - CEI1 - Hungría - Inglaterra | - Noruega - Polonia - Portugal - Turquía |

1- Clasificó como Unión Soviética.

## Resultados

### Llave Principal
|  | Cuartos de final | Cuartos de final |                     |            | Semifinales | Semifinales |  |          | Final       | Final       |  |
|  | 20 de julio      | 20 de julio      |                     |            | 22 de julio | 22 de julio |  |          | 25 de julio | 25 de julio |  |
|  |                  |                  |                     |            |             |             |  |          |             |             |  |
|  |                  |                  |                     |            |             |             |  |          |             |             |  |
|  | Polonia          | 1                |                     |            |             |             |  |          |             |             |  |
|  | Polonia          | 1                |                     |            |             |             |  |          |             |             |  |
|  | Inglaterra       | 3                |                     |            |             |             |  |          |             |             |  |
|  | Inglaterra       | 3                |                     | Inglaterra | 1           |             |  |          |             |             |  |
|  |                  |                  |                     | Inglaterra | 1           |             |  |          |             |             |  |
|  |                  |                  | Portugal (DP 11-12) | 1          |             |             |  |          |             |             |  |
|  | Alemania         | 0                | Portugal (DP 11-12) | 1          |             |             |  |          |             |             |  |
|  | Alemania         | 0                |                     |            |             |             |  |          |             |             |  |
|  | Portugal         | 4                |                     |            |             |             |  |          |             |             |  |
|  | Portugal         | 4                |                     |            |             |             |  | Portugal | 1           |             |  |
|  |                  |                  |                     |            |             |             |  | Portugal | 1           |             |  |
|  |                  |                  | Turquía             | 2          |             |             |  |          |             |             |  |
|  | Turquía          | 3                | Turquía             | 2          |             |             |  |          |             |             |  |
|  | Turquía          | 3                |                     |            |             |             |  |          |             |             |  |
|  | Hungría          | 0                |                     |            |             |             |  |          |             |             |  |
|  | Hungría          | 0                |                     | Turquía    | 2           |             |  |          |             |             |  |
|  |                  |                  |                     | Turquía    | 2           |             |  |          |             |             |  |
|  |                  |                  | Noruega             | 1          |             |             |  |          |             |             |  |
|  | Noruega (DP 3-1) | 4                | Noruega             | 1          |             |             |  |          |             |             |  |
|  | Noruega (DP 3-1) | 4                |                     |            |             |             |  |          |             |             |  |
|  | CEI              | 4                |                     |            |             |             |  |          |             |             |  |
|  | CEI              | 4                |                     |            |             |             |  |          |             |             |  |
|  |                  |                  |                     |            |             |             |  |          |             |             |  |

### Ronda de Compensación

#### 5º - 8º Lugar
| Equipo 1 | Resultado | Equipo 2 |
| -------- | --------- | -------- |
| Alemania | 3-2       | Polonia  |
| Hungría  | 1-3       | CEI      |

#### Tercer lugar
| Equipo 1 | Resultado   | Equipo 2   |
| -------- | ----------- | ---------- |
| Noruega  | 1-1 (8-7 p) | Inglaterra |

## Campeón
| Eurocopa Sub-18 1992 |
| -------------------- |
| Bandera de Turquía   |
| Turquía 1º Título    |

## Clasificados al Mundial Sub-20
| - Alemania - CEI | - Inglaterra - Noruega | - Portugal - Turquía |